# Cappella di Sant'Elena
La cappella di Sant'Elena all'Esquilino è una chiesa di Roma, nel rione Esquilino, in via Machiavelli.
Essa fu costruita tra il 1898 ed il 1899 su progetto dell'architetto Ettore Genuini come chiesa del convento delle Suore Francescane Missionarie di Maria, in occasione dell'ampliamento del loro convento, e dedicata a sant’Elena, come indica l'iscrizione sopra il portale d'ingresso, in ricordo del nome della fondatrice delle religiose, la francese Hélène de Chappotin de Neuville.
La chiesa ed il complesso conventuale sono in stile neogotico; l'interno è ad unica navata e presenta numerose vetrate policrome, ed è caratterizzato da una cancellata che separa la parte dell'aula sacra occupata dalle religiose da quella dei fedeli. Nel dopoguerra vi era annessa una scuola elementare.

## Altri progetti

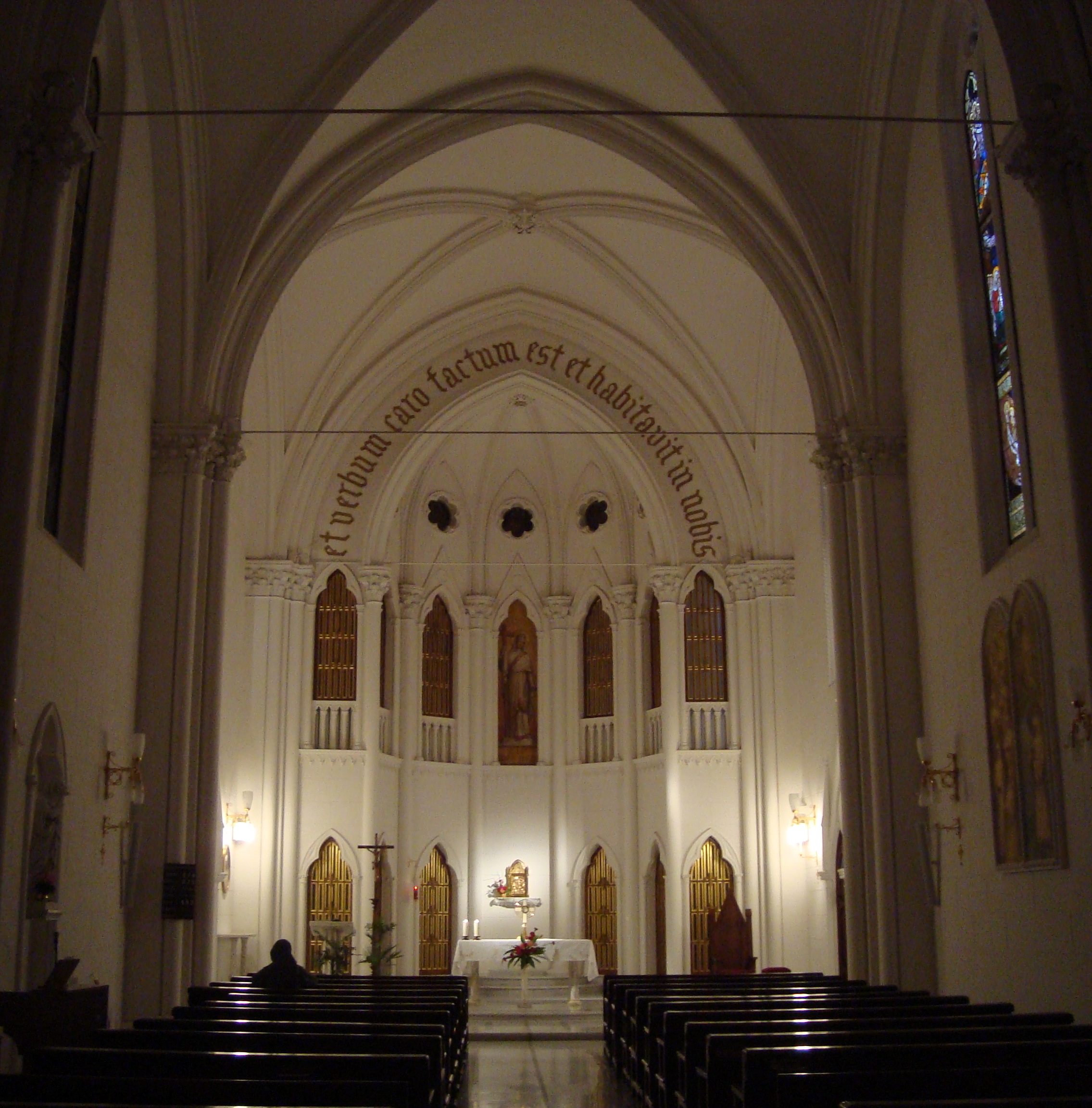
Interno della chiesa